# Gran Premio di Germania 1977
Il Gran Premio di Germania 1977 è stata l'undicesima prova della stagione 1977 del Campionato mondiale di Formula 1. Si è corsa domenica 31 luglio 1977 sull'Hockenheimring. La gara è stata vinta dall'austriaco Niki Lauda, su Ferrari. Ha preceduto sul traguardo il sudafricano Jody Scheckter su Wolf-Ford Cosworth e il tedesco Hans-Joachim Stuck su Brabham-Alfa Romeo. 

## Vigilia

### Sviluppi futuri
Enzo Ferrari propose l'istituzione di un Torneo europeo di F1, basato di dieci gare e riservato a piloti non iscritti nel mondiale, che avrebbe dovuto comprendere la Coppa Europa F.1 Dino Ferrari, gara da tenersi sul Circuito di Imola il 25 settembre.

### Aspetti tecnici
Nell'edizione del 1976, la Nordschleife era stata teatro del grave incidente di Niki Lauda e per tale ragione il Gran Premio di Germania abbandonò il Nürburgring per trasferirsi ad Hockenheim. Quest'ultimo aveva già ospitato il Gran Premio di Germania nel 1970. La decisione del trasferimento venne presa dopo una visita sul circuito di alcuni piloti, tra cui lo stesso Lauda.
La scelta non era particolarmente gradita agli organizzatori, vista la minor capacità di accogliere spettatori del circuito di Hockenheim rispetto al Nürburgring. Il circuito veniva utilizzato nella stagione anche dal campionato europeo di F2. La gara del 17 aprile, il Deutschland Trophäe
Jim Clark Gedächtnisrennen, aveva visto la vittoria di Jochen Mass su March-BMW.
La Ferrari presentò una modifica dell'aerodinamica della sua vettura 312 T2. Vennero testate, durante le prove due pendici posteriori, per cercare di limitare le turbolenze dell'aria. La Wolf impiegò nuovamente la WR2.

### Aspetti sportivi
Il numero degli iscritti alla gara calò a 32 unità, contro le 42 del gran premio precedente. Non parteciparono più a gare mondiali la LEC e la McGuire, così come non si iscrissero alla gara tedesca i team privati British Formula 1 Racing, Melchester Racing, e Hexagone of Highgate. La McLaren iscrisse solo le due vetture usuali, mentre la RAM presentò una sola vettura, che però non prese parte nemmeno alle prove. Anche la Renault saltò l'appuntamento a Hockenheim, per la scarsa affidabilità ancora mostrata dal motore turbo.
L'ATS, che gestiva vetture Penske, iscrisse una seconda monoposto, facendo così esordire nel mondiale il pilota locale Hans Heyer, che aveva una certa esperienza soprattutto nelle gare per vetture turismo. La BRM iscrisse il belga Teddy Pilette, in luogo di Guy Edwards. Pilette mancava dal Gran Premio del Belgio 1974, corso con una Brabham. Inizialmente era stato indicato Brian Henton. A causa dell'elevato numero di iscritti inizialmente gli organizzatori non accettarono l'iscrizione di Arturo Merzario. Il pilota comasco venne ammesso dopo aver presentato ricorso. Si decise infine che per tutto il 1977 sarebbe stato ammesso un numero illimitato di vetture alle prove del mondiale, eventualmente provvedendo a delle prequalifiche, come nel caso del Gran Premio di Gran Bretagna. La CSI decise comunque di limitare a 24 il numero delle vetture ammesse al via.
Nelle prove della settimana precedente il gran premio il miglior tempo fu di Niki Lauda, in 1'53"64, davanti a Reutemann e Jacques Laffite.
A causa della legge anti tabacco in vigore in Germania Ovest vennero cancellate alcune scritte pubblicitarie su Lotus e McLaren, mentre curiosamente la Shadow continuò a portare come sponsor una marca di sigari.

## Qualifiche

### Resoconto
Nella prima giornata di prove il migliore tempo fu fatto segnare da James Hunt su McLaren in 1'53"68, che precedette Jacques Laffite e John Watson. Hunt fu il solo tra i primi cinque della classifica a utilizzare di un motore a 8 cilindri, a differenza di Laffite, Watson e il duo della Ferrari che disponevano di vetture con motori a 12 cilindri, considerati più favoriti sui lunghi rettilinei del tracciato tedesco. Tra l'altro sia la Brabham che la Ferrari contestarono il tempo attribuito dai cronometristi dall'inglese. La sessione pomeridiana fu penalizzata dall'arrivo della pioggia, tanto che nessun pilota fu capace di migliorarsi.
Nelle prime prove libere del sabato Jochen Mass fu autore di un incidente alla prima chicane che lo portò a distruggere la sua vettura; fu costretto a proseguire le prove col muletto. Jody Scheckter conquistò la pole, la seconda per lui nel mondiale, la prima e unica per la Wolf, in 1'53"07. Il sudafricano sfrutta la scia creata sui lunghi rettilinei del circuito tedesco dal fratello Ian, che era al volante di una March. La prima fila venne completata da John Watson. Il tempo di Hunt venne battuto anche da Niki Lauda, che chiuse terzo.

### Risultati
Nella sessione di qualifica si è avuta questa situazione:
| Pos | Nº | Pilota             | Costruttore              | Tempo   | Griglia |
| --- | -- | ------------------ | ------------------------ | ------- | ------- |
| 1   | 20 | Jody Scheckter     | Wolf-Ford Cosworth       | 1'53"07 | 1       |
| 2   | 7  | John Watson        | Brabham-Alfa Romeo       | 1'53"34 | 2       |
| 3   | 11 | Niki Lauda         | Ferrari                  | 1'53"53 | 3       |
| 4   | 1  | James Hunt         | McLaren-Ford Cosworth    | 1'53"68 | 4       |
| 5   | 8  | Hans-Joachim Stuck | Brabham-Alfa Romeo       | 1'53"91 | 5       |
| 6   | 26 | Jacques Laffite    | Ligier-Matra             | 1'53"97 | 6       |
| 7   | 5  | Mario Andretti     | Lotus-Ford Cosworth      | 1'53"99 | 7       |
| 8   | 12 | Carlos Reutemann   | Ferrari                  | 1'54"27 | 8       |
| 9   | 6  | Gunnar Nilsson     | Lotus-Ford Cosworth      | 1'54"44 | 9       |
| 10  | 19 | Vittorio Brambilla | Surtees-Ford Cosworth    | 1'54"53 | 10      |
| 11  | 23 | Patrick Tambay     | Ensign-Ford Cosworth     | 1'54"77 | 11      |
| 12  | 34 | Jean-Pierre Jarier | Penske-Ford Cosworth     | 1'55"19 | 12      |
| 13  | 2  | Jochen Mass        | McLaren-Ford Cosworth    | 1'55"25 | 13      |
| 14  | 3  | Ronnie Peterson    | Tyrrell-Ford Cosworth    | 1'55"70 | 14      |
| 15  | 4  | Patrick Depailler  | Tyrrell-Ford Cosworth    | 1'55"92 | 15      |
| 16  | 16 | Riccardo Patrese   | Shadow-Ford Cosworth     | 1'56"09 | 16      |
| 17  | 17 | Alan Jones         | Shadow-Ford Cosworth     | 1'56"22 | 17      |
| 18  | 10 | Ian Scheckter      | March-Ford Cosworth      | 1'56"35 | 18      |
| 19  | 18 | Vern Schuppan      | Surtees-Ford Cosworth    | 1'56"54 | 19      |
| 20  | 9  | Alex-Dias Ribeiro  | March-Ford Cosworth      | 1'56"63 | 20      |
| 21  | 30 | Brett Lunger       | McLaren-Ford Cosworth    | 1'56"64 | 21      |
| 22  | 22 | Clay Regazzoni     | Ensign-Ford Cosworth     | 1'56"68 | 22      |
| 23  | 24 | Rupert Keegan      | Hesketh-Ford Cosworth    | 1'56"89 | 23      |
| 24  | 25 | Héctor Rebaque     | Hesketh-Ford Cosworth    | 1'57"18 | 24      |
| NQ  | 27 | Patrick Nève       | March-Ford Cosworth      | 1'57"26 | NQ      |
| NQ  | 36 | Emilio de Villota  | McLaren-Ford Cosworth    | 1'57"39 | NQ      |
| NQ  | 35 | Hans Heyer         | Penske-Ford Cosworth     | 1'57"58 | NQ      |
| NQ  | 28 | Emerson Fittipaldi | Fittipaldi-Ford Cosworth | 1'58"53 | NQ      |
| NQ  | 37 | Arturo Merzario    | March-Ford Cosworth      | 1'59"13 | NQ      |
| NQ  | 40 | Teddy Pilette      | BRM                      | 1'59"55 | NQ      |

## Gara

### Resoconto
Prima della gara la Theodore Racing, scuderia di proprietà di un magnate di Hong Kong Teddy Yip, che utilizzava una Ensign, offrì a Patrick Tambay un nuovo contratto. Il contratto però, redatto in ideogrammi cinesi, venne rifiutato da Tambay. In risposta al rifiuto il team minacciò di non far partire il francese per la gara. Solo l'intervento di Bernie Ecclestone consentì al francese di partire regolarmente. Sempre alla domenica una grande gru trasportata da un camion abbatté il tabellone che segnava la classifica lungo il rettilineo dei box. La struttura cadde a terra sfiorando un gruppo di persone; vennero colpiti da frammenti, tra gli altri, anche Mauro Forghieri e un giornalista italiano.
Jody Scheckter mantenne il comando della gara al via, precedendo John Watson, James Hunt e Niki Lauda. L'austriaco passò Hunt già nel corso del primo giro. Completavano le prime posizioni Hans-Joachim Stuck, Jacques Laffite, Carlos Reutemann e Mario Andretti. Vi fu un incidente al via tra Alan Jones e Clay Regazzoni. Prese così il via dai box anche il pilota locale Hans Heyer con una Penske del team tedesco ATS, che non si era qualificato per la gara, ma che decise di avviarsi quale "riserva", anche se ben due piloti nelle qualifiche (Patrick Nève ed Emilio de Villota) avevano ottenuto un tempo migliore del suo ed erano considerate riserve ufficiali. Il tedesco rimase in pista per nove giri, prima di essere costretto al ritiro per un guasto alla trasmissione. Fu l'ultimo caso di partenza abusiva in un GP di Formula 1: prima di lui partirono non autorizzati, dopo aver mancato la qualificazione nelle prove ufficiali, Tim Schenken in USA 1974 - su Lotus Ford- e l'austriaco Harald Ertl su Hesketh Ford, in Francia 1976.
La gara di Watson terminò dopo otto giri, quando il pilota nord-irlandese fu costretto al ritiro per un guasto al propulsore. Al tredicesimo giro Lauda attaccò Scheckter nel lungo rettilineo, prima di passarlo all'entrata del Motodrome. Il sudafricano resistette all'attacco di Hunt, e rimase in seconda posizione.
Il caldo e la natura della pista, molto veloce, misero in crisi molti motori. Al trentatreesimo giro fu infatti il Cosworth di James Hunt a rompersi, costringedo l'inglese al ritiro. Ora, dietro a Niki Lauda, si trovavano Jody Scheckter, Hans-Joachim Stuck, Carlos Reutemann, Mario Andretti, Vittorio Brambilla e Ronnie Peterson. Un giro dopo anche Andretti fu costretto ad abbandonare il gran premio col motore rotto e, poco dopo, Brambilla venne passato da Peterson. Al giro 38 l'italiano riprese la posizione allo svedese. Peterson fu poi costretto anch'egli al ritiro, sempre a causa del motore.
Niki Lauda conquistò il quattordicesimo successo nel mondiale, precedendo Scheckter e Stuck, entrambi con problemi di consumo del carburante, tanto che il tedesco tagliò il traguardo a motore spento. Per Stuck fu il primo podio nel mondiale. A punti per la prima volta anche Patrick Tambay.

### Risultati
I risultati del gran premio furono i seguenti:
| Pos | No | Pilota             | Costruttore              | Giri | Tempo/Ritiro                   | Pos.Griglia | Punti |
| --- | -- | ------------------ | ------------------------ | ---- | ------------------------------ | ----------- | ----- |
| 1   | 11 | Niki Lauda         | Ferrari                  | 47   | 1:31'49"3                      | 3           | 9     |
| 2   | 20 | Jody Scheckter     | Wolf-Ford Cosworth       | 47   | + 14"33                        | 1           | 6     |
| 3   | 8  | Hans-Joachim Stuck | Brabham-Alfa Romeo       | 47   | + 20"90                        | 5           | 4     |
| 4   | 12 | Carlos Reutemann   | Ferrari                  | 47   | + 1'00"27                      | 8           | 3     |
| 5   | 19 | Vittorio Brambilla | Surtees-Ford Cosworth    | 47   | + 1'27"37                      | 10          | 2     |
| 6   | 23 | Patrick Tambay     | Ensign-Ford Cosworth     | 47   | + 1'29"81                      | 11          | 1     |
| 7   | 18 | Vern Schuppan      | Surtees-Ford Cosworth    | 46   | +1 giro                        | 19          |       |
| 8   | 9  | Alex-Dias Ribeiro  | March-Ford Cosworth      | 46   | +1 giro                        | 20          |       |
| 9   | 3  | Ronnie Peterson    | Tyrrell-Ford Cosworth    | 42   | Motore                         | 14          |       |
| 10  | 16 | Riccardo Patrese   | Shadow-Ford Cosworth     | 42   | Ruota                          | 16          |       |
| Rit | 24 | Rupert Keegan      | Hesketh-Ford Cosworth    | 40   | Incidente                      | 23          |       |
| Rit | 5  | Mario Andretti     | Lotus-Ford Cosworth      | 34   | Motore                         | 7           |       |
| Rit | 1  | James Hunt         | McLaren-Ford Cosworth    | 32   | Pompa della benzina            | 4           |       |
| Rit | 6  | Gunnar Nilsson     | Lotus-Ford Cosworth      | 31   | Motore                         | 9           |       |
| Rit | 2  | Jochen Mass        | McLaren-Ford Cosworth    | 26   | Cambio                         | 13          |       |
| Rit | 4  | Patrick Depailler  | Tyrrell-Ford Cosworth    | 22   | Motore                         | 15          |       |
| Rit | 26 | Jacques Laffite    | Ligier-Matra             | 21   | Motore                         | 6           |       |
| Rit | 25 | Héctor Rebaque     | Hesketh-Ford Cosworth    | 20   | Motore                         | 24          |       |
| Rit | 30 | Brett Lunger       | McLaren-Ford Cosworth    | 14   | Incidente                      | 21          |       |
| Rit | 10 | Ian Scheckter      | March-Ford Cosworth      | 9    | Frizione                       | 19          |       |
| Rit | 7  | John Watson        | Brabham-Alfa Romeo       | 8    | Motore                         | 2           |       |
| Rit | 34 | Jean-Pierre Jarier | Penske-Ford Cosworth     | 5    | Trasmissione                   | 12          |       |
| Rit | 17 | Alan Jones         | Shadow-Ford Cosworth     | 0    | Collisione con C.Regazzoni     | 17          |       |
| Rit | 22 | Clay Regazzoni     | Ensign-Ford Cosworth     | 0    | Collisione con A.Jones         | 22          |       |
| NQ  | 35 | Hans Heyer         | Penske-Ford Cosworth     | 9    | Trasmissione Partenza illegale | 25          |       |
| NQ  | 27 | Patrick Nève       | March-Ford Cosworth      |      |                                |             |       |
| NQ  | 36 | Emilio de Villota  | McLaren-Ford Cosworth    |      |                                |             |       |
| NQ  | 28 | Emerson Fittipaldi | Fittipaldi-Ford Cosworth |      |                                |             |       |
| NQ  | 37 | Arturo Merzario    | March-Ford Cosworth      |      |                                |             |       |
| NQ  | 40 | Teddy Pilette      | BRM                      |      |                                |             |       |

## Statistiche

### Piloti
- 14ª vittoria per   Niki Lauda;

- 1° podio per  Hans-Joachim Stuck;
- 20° podio per  Jody Scheckter;
- 1° e unico Gran Premio per  Hans Heyer;

### Costruttori
- 67ª vittoria per la  Ferrari;
- 1ª e unica pole position per la  Wolf;

### Motori
- 67ª vittoria per il motore  Ferrari;
- 90ª pole position per il motore  Ford Cosworth;

### Pneumatici
- 100ª vittoria per gli pneumatici  Goodyear;

### Giri in testa
- Jody Scheckter (1-12);
- Niki Lauda (13-47);

## Classifiche

### Piloti
| Pos. | Pilota             | Punti |
| ---- | ------------------ | ----- |
| 1    | Niki Lauda         | 48    |
| 2    | Jody Scheckter     | 38    |
| 3    | Mario Andretti     | 32    |
| 4    | Carlos Reutemann   | 31    |
| 5    | James Hunt         | 22    |
| 6    | Gunnar Nilsson     | 20    |
| 7    | Jochen Mass        | 17    |
| 8    | Jacques Laffite    | 10    |
| 9    | Patrick Depailler  | 10    |
| 10   | John Watson        | 9     |
| 11   | Hans-Joachim Stuck | 8     |
| 12   | Emerson Fittipaldi | 8     |
| 13   | Carlos Pace        | 6     |
| 14   | Vittorio Brambilla | 5     |
| 15   | Ronnie Peterson    | 4     |
| 16   | Alan Jones         | 3     |
| 17   | Clay Regazzoni     | 1     |
| =    | Jean-Pierre Jarier | 1     |
| =    | Renzo Zorzi        | 1     |
| =    | Patrick Tambay     | 1     |

### Costruttori
| Pos. | Team                     | Punti |
| ---- | ------------------------ | ----- |
| 1    | Ferrari                  | 65    |
| 2    | Lotus-Ford Cosworth      | 47    |
| 3    | Wolf-Ford Cosworth       | 38    |
| 4    | McLaren-Ford Cosworth    | 34    |
| 5    | Brabham-Ford Cosworth    | 23    |
| 6    | Tyrrell-Ford Cosworth    | 14    |
| 7    | Ligier-Matra             | 10    |
| 8    | Fittipaldi-Ford Cosworth | 8     |
| 9    | Surtees-Ford Cosworth    | 5     |
| 10   | Shadow-Ford Cosworth     | 4     |
| 11   | Ensign-Ford Cosworth     | 2     |
| 11   | Penske-Ford Cosworth     | 1     |